# 106869 Irinyi
106869 Irinyi è un asteroide della fascia principale. Scoperto nel 2000, presenta un'orbita caratterizzata da un semiasse maggiore pari a 2,4574347 UA e da un'eccentricità di 0,1430112, inclinata di 3,09868° rispetto all'eclittica.